# Knock Out
Knock Out – album studyjny zespołu Bonfire, wydany w 1991 roku nakładem wytwórni RCA na LP, MC i CD.
Nagrań dokonano w Musicland Studios w Monachium. „Knock Out” powstał we współpracy z Reinholdem Mackiem i jest bardziej melodyczny w porównaniu do poprzednich albumów Bonfire. Sprzedał się w 60 000 egzemplarzy. Album zajął 44. miejsce na niemieckiej liście przebojów

## Lista utworów
1. „Streets Of Freedom” (4:53)
2. „The Stroke” (4:22)
3. „Dirty Love” (3:44)
4. „Rivers Of Glory” (4:54)
5. „Home Babe” (4:53)
6. „Shake Down” (3:01)
7. „Hold You” (4:18)
8. „Down And Out” (3:36)
9. „Take My Heart And Run” (5:40)
10. „All We Got” (4:37)
11. „Fight For Love” (5:08)
12. „Tonmeister” (9:01)

## Wykonawcy
- Claus Lessmann – wokal, gitara akustyczna
- Angel Schleifer – gitara, wokal wspierający
- Joerg Deisinger – gitara basowa, wokal wspierający
- Edgar Patrik – perkusja, wokal wspierający